# Publi Papini Estaci (pare)
Publi Papini Estaci (llatí: Publius Papinius Statius) va ser un gramàtic grecoromà que fou el pare del poeta Estaci. Era natural de Vèlia, a la Magna Grècia, i va viure al segle i.
Va guanyar premis a certàmens literaris de gran renom, i posteriorment va obrir una escola de gramàtica a Nàpols, segurament cap a l'any 39. Més tard es va traslladar a Roma, i allí va ser preceptor de Domicià, que el va honorar i li va concedir moltes mostres de favor i distinció. Va escriure diverses obres en prosa i vers, de les quals no hi ha cap rastre. Va morir probablement entorn de l'any 86.